# Station Wien Praterstern
Station Wien Praterstern (ook wel Nordbahnhof genoemd) is een spoorwegstation in de Oostenrijkse hoofdstad Wenen. Het is een belangrijk verkeersknooppunt ten noorden van het centrum, waar verscheidene bus-, tram-, metro- en S-Bahn-lijnen samenkomen.

## Geschiedenis
In 1945 werd het Nordbahnhof van Wenen, dat aan de noordrand van het plein Praterstern lag, zwaar beschadigd. De verbindungsbahn tussen het Nordbahnhof en het Südbahnhof had daarnaast ook een halte aan de oostkant van de Praterstern. De wederopbouw na de Tweede Wereldoorlog hield onder meer de bouw in van de Stammstrecke voor de te introduceren Schnellbahn die de Nord-Süd Verbindungsbahn zou vervangen. Het Nordbahnhof werd vanaf 1945 tot de opheffing in 2005 alleen voor goederenverkeer gebruikt, terwijl het reizigersverkeer werd overgenomen door het Nordwestbahnhof totdat in 1959 Praterstern deze functie overnam.

### Stammstrecke
Het plein Praterstern werd in 1954/1955 volledig heringericht en afgestemt op de bouw van een nieuw station voor lokaal en regionaalvervoer midden op het plein. Het station werd op 1 juni 1959 geopend en was toen het overstappunt tussen trein en de tramlijnen A, Ak, B, Bk, C resp. 24, E2, G2, 5, 16, 25, 25R, 25K. Van meet af aan reden de treinen uit van de Nordbahn en de Nordwestbahn onder de naam Wiener Schnellbahn tussen Floridsdorf en Praterstern, een enkele dienst reed door naar station Hauptzollamt. De dienst werd aanvankelijk nog met stoom en dieseltractie verzekerd, sinds de opening van de Stammstrecke op 17 januari 1962 is er doorgaand S-Bahnverkeer met elektrische tractie.
Het station had in 1959 doorgaande sporen (spoor 1 en 2) voor de S-Bahn op de Stammstrecke, spoor 3 werd gebruikt door de stoptreinen naar Wolfsthal die later als S7 in de S-Bahn werd opgenomen. Voor de stoptreinen op de Nordbahn en de Nordwestbahn lagen de kopsporen 41 en 51 midden in het station. Spoor 6 werd als reserve en voor gelegenheidstreinen gebruikt terwijl er ook een postperron met een doorgaand- en een kopspoor was.
Op 1 september 1975 begon de ombouw van het Franz-Josef-Bahnhof wat aanleiding was om de stations Praterstern en Hauptzollamt om te dopen. Hierdoor moesten deze stations voor reizigers met omgeleidde internationale treinen duidelijk herkenbaar worden als Weense stations. Op 18 februari 1981 werd het metrostation geopend waarmee nog een hoogwaardige OV-vorm beschikbaar was.
De Österreichische Bundesbahnen pleegden decennia lang nauwelijks onderhoud aan het station en vanaf de jaren 80 van de 20e eeuw was het een versleten gebouw. Het publiek zag het station dan ook meer en meer als schandvlek.

### Ombouw
In 1997 begon ÖBB met de zogeheten Bahnhofsoffensive, waarin ook de ombouw respectievelijk herbouw van het Nordbahnhof was opgenomen.
Albert Wimmer ontwierp het nieuwe station en voorzag de perrons van een lichtdoorlatende overkapping boven twee eilandperrons met vier perronsporen. Een nieuw stelsel van geleidestroken en rolstoeltoegankelijkheid hebben de overstaproutes tussen S-Bahn en stadsvervoer verbeterd.
De ombouw van het station, die werd gecoördineerd met de plannen van de stad Wenen voor de herinrichting van het plein, begon in 2004. Het eerste nieuwe perron was in april 2006 gereed hetgeen aanleiding was om het station om te dopen in Wien-Nord Praterstern en met de doorvoering van de nieuwe dienstregeling in december 2006 werd het Wien Praterstern zodat S-Bahn en U-Bahn sindsdien dezelfde naam gebruiken. De perrons waren in april 2007 allemaal vernieuwd waarop weer een volledige dienstregeling op het station werd uitgevoerd. De feestelijke officiële opening vond plaats op 4 april 2008.
De ombouw van 39 miljoen euro omvatte een forse verbreding van de perrons die tevens werden verhoogd tot 55 cm om het in- en uitstappen te vergemakkelijken. Voor slechtzienden werden geleidestroken aangebracht. In het nieuwe stationsgebouw werd 6000 m2 aan winkel en bedrijfsruimte gerealiseerd. De nieuwe bedrijven, zoals een filiaal van een levensmiddelenhandel en een fastfoodketen als belangrijkste huurders, zijn door hun vestiging in een station uitgezonderd van de zondagssluiting.
De herinrichting van het stationsplein aan de westkant begon na het Europees kampioenschap voetbal 2008 naar een ontwerp van architect Boris Podrecca. Hierbij werden de haltes en tramsporen verplaatst hetgeen in 2010 was afgerond. De nieuwbouw op het stationsplein was van meet af aan onderhevig aan stevige kritiek. De zogeheten pergola op het stationsplein zou als gevolg daarvan in 2020 verwijderd worden omdat het beoogde groen op de staalconstructie na tien jaar nog niet gerealiseerd was.

## Reizigersverkeer
Het station kent samen met het naastgelegen metrostation een dagelijkse reizigersstroom van 110.000 personen, wat Praterstern tot een van de belangrijkste OV-knooppunten in de stad maakt. Voor de S-Bahn is het een van de belangrijkste stations aan de Stammstrecke.
Na de sluiting van het Südbahnhof in december 2009 was Praterstern gedurende 5 jaar ook het eindpunt voor de langeafstandstreinen op de Nordbahn. Tussen december 2017 en december 2019 was het station een eindpunt van de WESTblue-lijn van de WESTbahn GmbH.

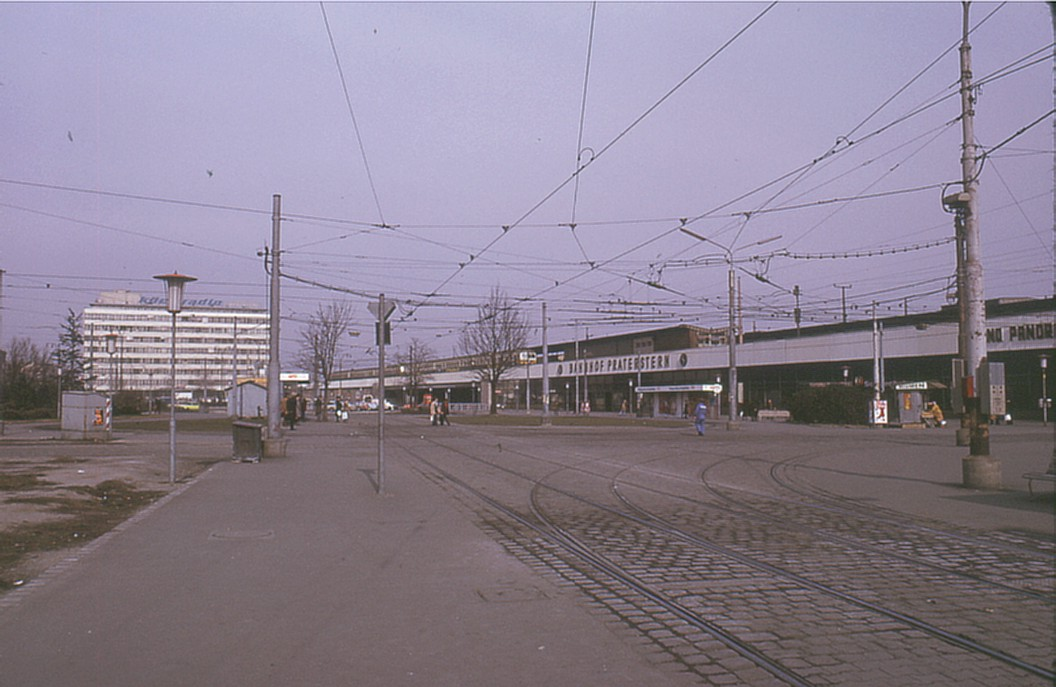
Het station in 1975.
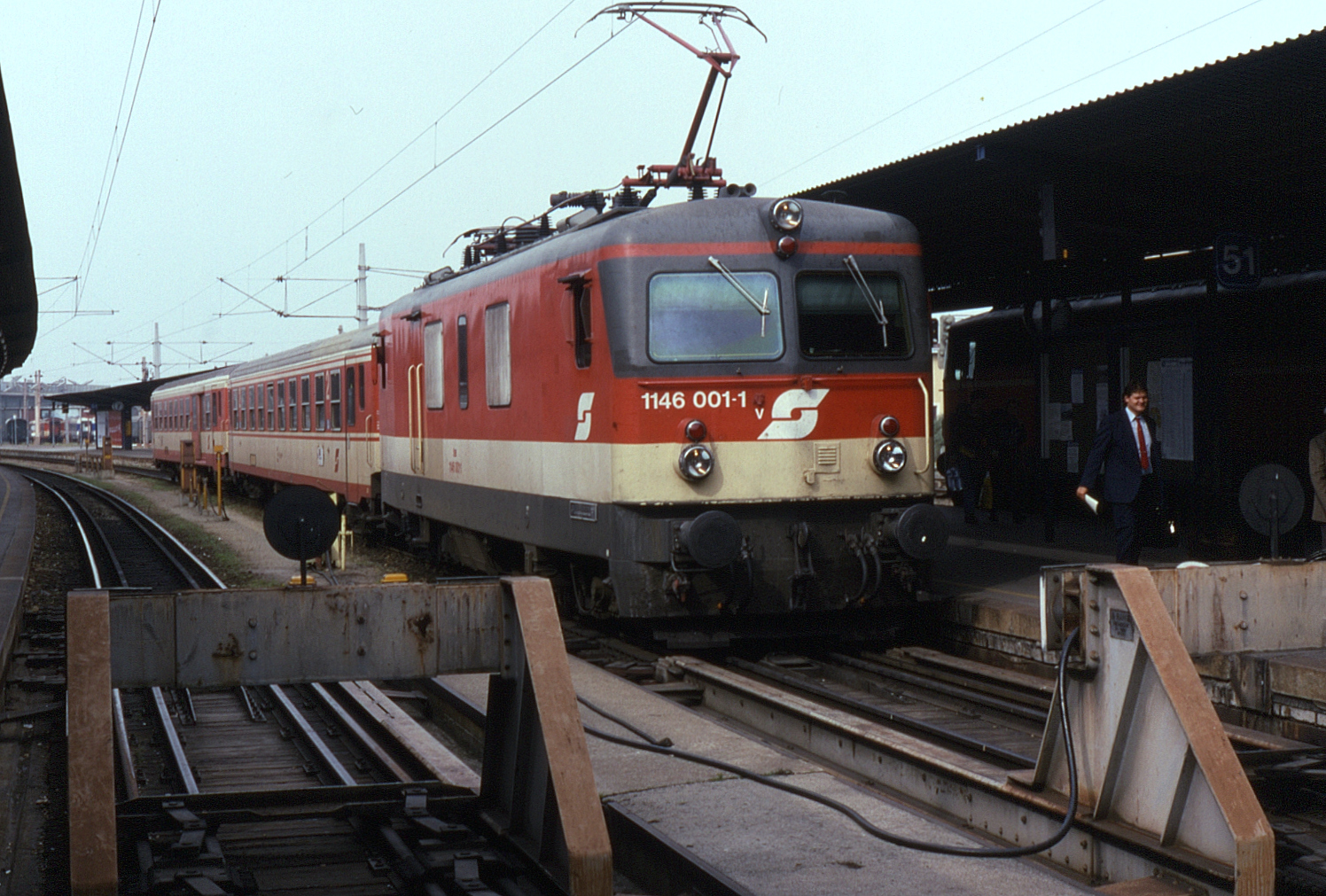
De kopsporen in 1994.
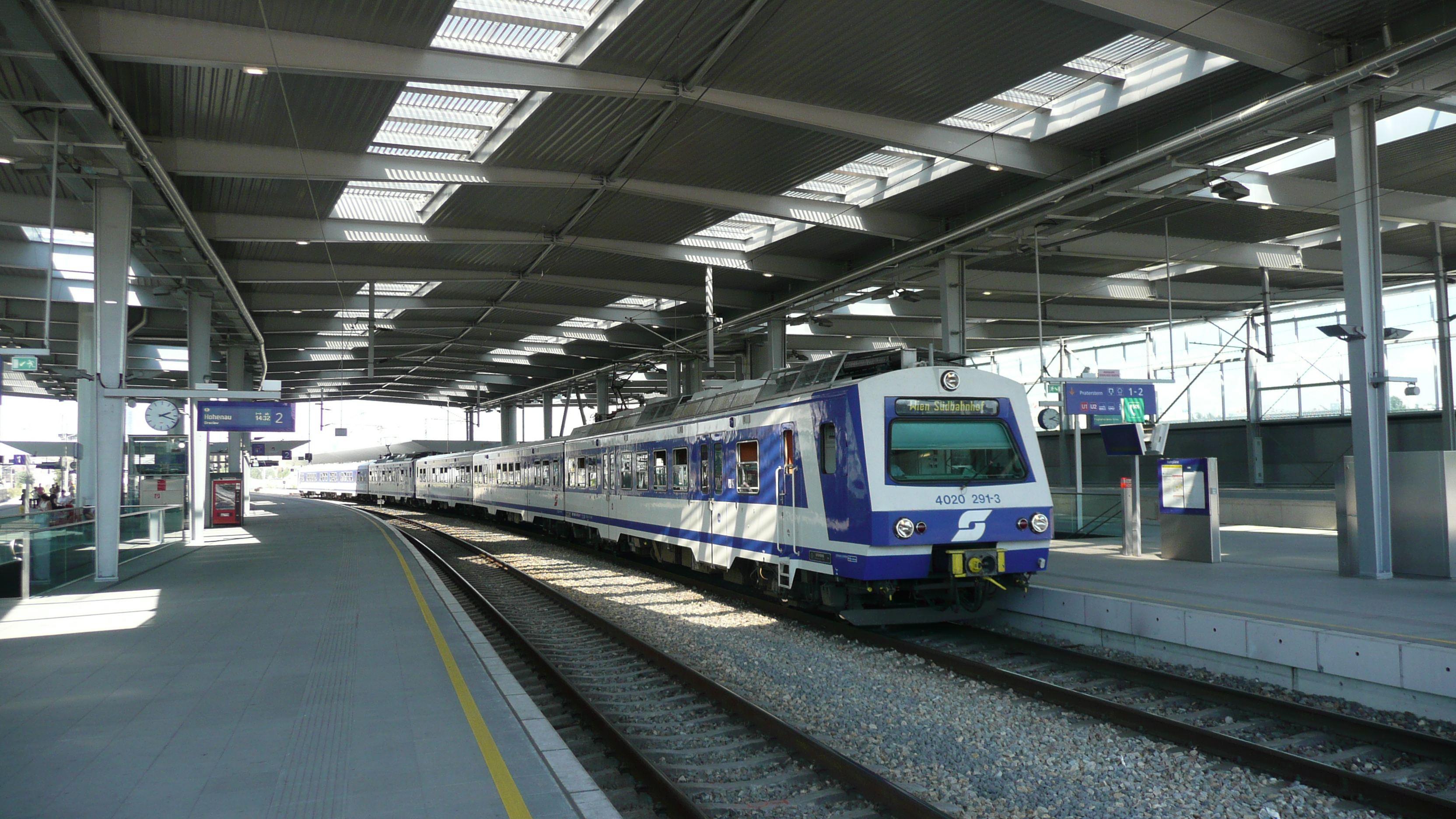
Onder de kap in juli 2008.